# Abram van Rijckevorselweg

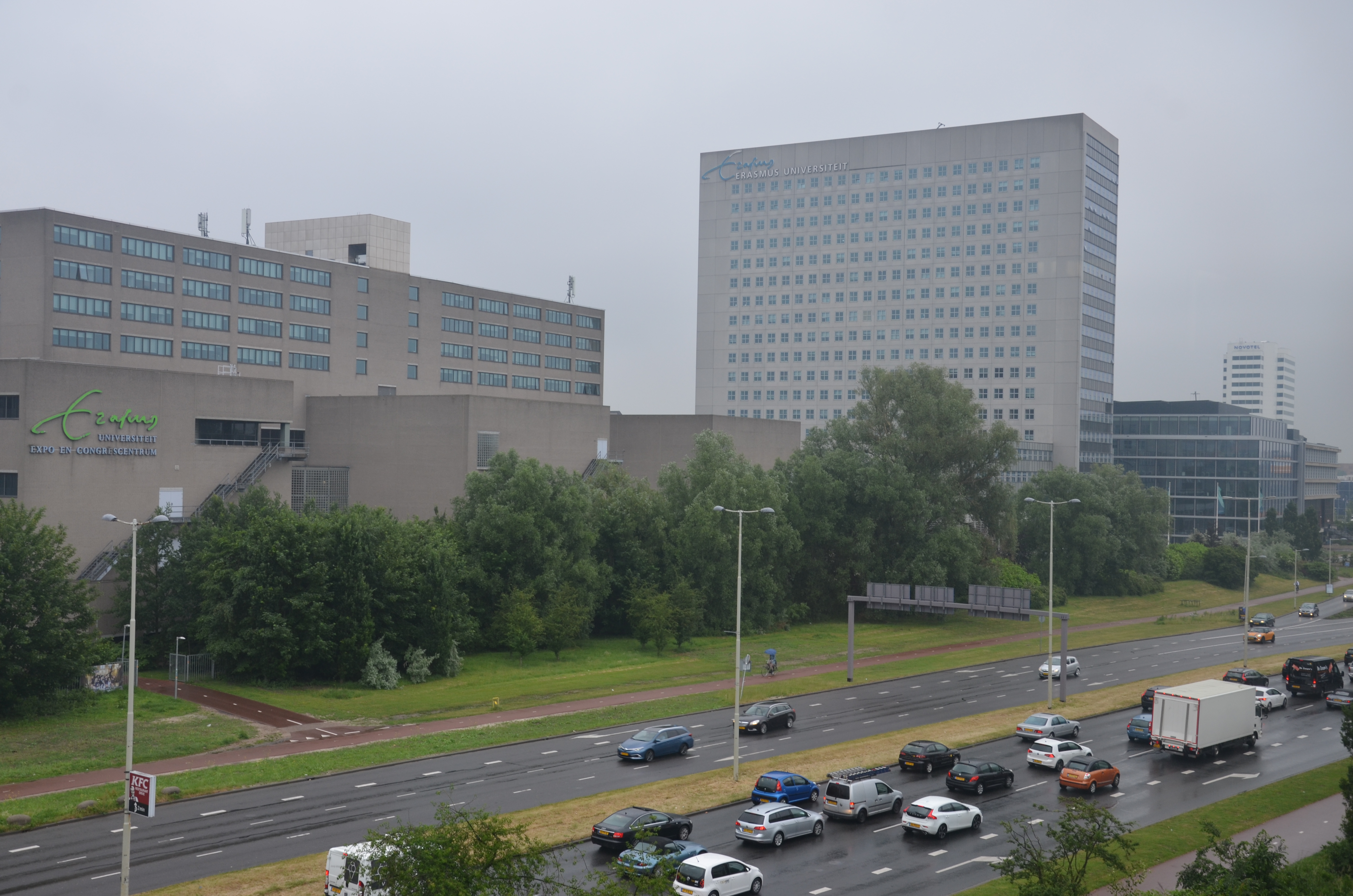
De weg ter hoogte van de campus van de Erasmus Universiteit

De Abram van Rijckevorselweg, in de Nederlandse provincie Zuid-Holland, is een hoofdverbinding tussen de Maasboulevard in Rotterdam, de A16 bij de Van Brienenoordbrug en Capelle aan den IJssel. De weg is vernoemd naar Abram van Rijckevorsel, lid van de Tweede Kamer van 1841 tot 1850, maar vooral van belang als voorzitter van de Kamer van Koophandel van Rotterdam van 1838 tot 1864.

## Geschiedenis
Tot 1953 lag op het tracé van deze weg een deel van de spoorlijn Utrecht-Rotterdam Maas. Toen deze in 1953 werd gesloten en de treinen naar Rotterdam Centraal gingen rijden kwam de ruimte vrij. In de jaren 1964-1965 is de huidige weg op deltahoogte aangelegd. De herberg In den Rustwat uit 1597, die aan de rand van het voormalige wandelpark de Oude Plantage stond, is bij die gelegenheid enkele honderden meters verplaatst naar een locatie achter de Honingerdijk, in 1996 kwam daar ook het nieuwe entreegebouw van Arboretum Trompenburg.

## Ligging
De Abram van Rijckevorselweg sluit in Rotterdam aan op de Maasboulevard, tussen de A16 en het Capelseplein maakt de Abram van Rijckevorselweg deel uit van de N210 en ten oosten van het Capelseplein maakt de Abram van Rijckevorselweg deel uit van de N219.
Ter verwelkoming van nieuwe bezoekers aan de stad ligt naast het Kralingseplein een plantsoen waar in het lichtgroene gras donkergroene als heg geknipte struiken de naam 'Rotterdam' vormen.

## Toekomst
Er zijn plannen om een nieuwe metrolijn aan te leggen vanaf Kralingse Zoom via een station aan de Abram van Rijckevorselweg, het (nieuwe) Feyenoord-stadion en Zuidplein naar de Waalhaven.
Abram van Rijckevorselweg ·
Admiraliteitskade ·
Avenue Concordia ·
Bosdreef ·
Gerdesiaweg ·
's-Gravenweg ·
Hoflaan ·
Honingerdijk ·
Kortekade ·
Kralingseweg ·
Kralingse Plaslaan ·
Kralingse Zoom ·
Maasboulevard ·
Oostzeedijk ·
Oudedijk ·
Slaak ·
Vlietlaan ·
Voorschoterlaan
Dorp: Capelle aan den IJssel      Buurtschap: 's-Gravenweg

Wijken: Fascinatio · Rivium · 's-Gravenland · Middelwatering · Oostgaarde · Schenkel · Schollevaar · West

Zuid-Holland: Steden en dorpen      Nederland: Provincies · Gemeenten